# Brières-les-Scellés
Brières-les-Scellés (prononcé [bʁijɛʁ le sele] ) est une commune française située à quarante-sept kilomètres au sud-ouest de Paris dans le département de l'Essonne en région Île-de-France.
Ses habitants sont appelés les Briolins.

## Géographie

### Situation
| Type d’occupation           | Pourcentage | Superficie (en hectares) |
| --------------------------- | ----------- | ------------------------ |
| Espace urbain construit     | 6,6 %       | 57,33                    |
| Espace urbain non construit | 2,5 %       | 21,98                    |
| Espace rural                | 90,8 %      | 784,00                   |
| Source : Iaurif             |             |                          |

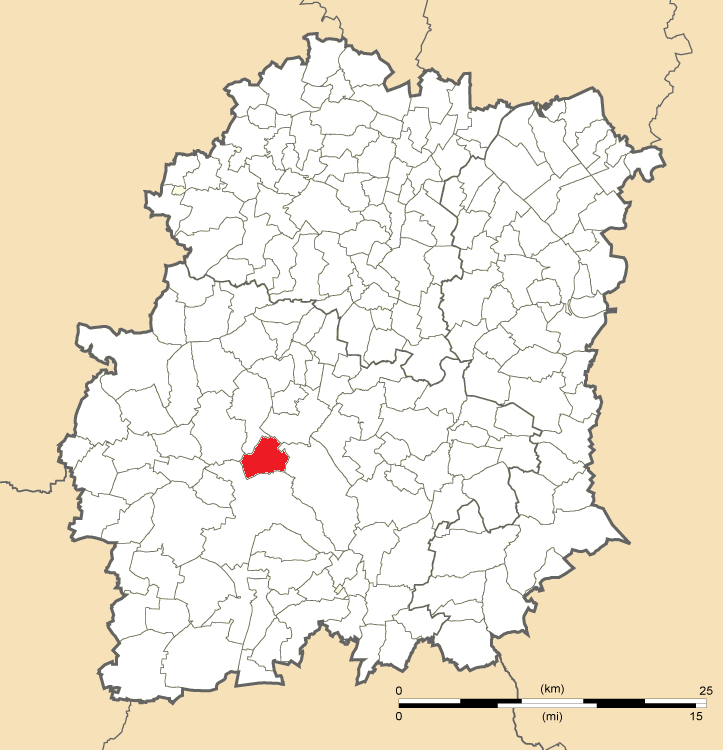
Position de Brières-les-Scellés en Essonne.

Brières-les-Scellés est située à quarante-sept kilomètres au sud-ouest de Paris-Notre-Dame, point zéro des routes de France, trente kilomètres au sud-ouest d'Évry, trois kilomètres au nord d'Étampes, douze kilomètres au sud-est de Dourdan, seize kilomètres au sud-ouest de La Ferté-Alais, dix-sept kilomètres au sud-ouest d'Arpajon, vingt-trois kilomètres au sud-ouest de Montlhéry, vingt-neuf kilomètres au sud-ouest de Palaiseau, trente kilomètres au sud-ouest de Corbeil-Essonnes, vingt-cinq kilomètres au nord-ouest de Milly-la-Forêt.

### Relief et géologie
Le point le plus bas de la commune est situé à soixante-dix mètres d'altitude et le point culminant à cent cinquante-trois mètres.

### Climat
Pour des articles plus généraux, voir Climat de l'Île-de-France et Climat de l'Essonne.
En 2010, le climat de la commune est de type climat océanique dégradé des plaines du Centre et du Nord, selon une étude du CNRS s'appuyant sur une série de données couvrant la période 1971-2000. En 2020, Météo-France publie une typologie des climats de la France métropolitaine dans laquelle la commune est exposée à un climat océanique altéré et est dans la région climatique Sud-ouest du bassin Parisien, caractérisée par une faible pluviométrie, notamment au printemps (120 à 150 mm) et un hiver froid (3,5 °C). 
Pour la période 1971-2000, la température annuelle moyenne est de 11 °C, avec une amplitude thermique annuelle de 15,4 °C. Le cumul annuel moyen de précipitations est de 657 mm, avec 10,5 jours de précipitations en janvier et 7,5 jours en juillet. Pour la période 1991-2020, la température moyenne annuelle observée sur la station météorologique la plus proche, située sur la commune de Dourdan à 12 km à vol d'oiseau, est de 11,4 °C et le cumul annuel moyen de précipitations est de 654,2 mm,. Pour l'avenir, les paramètres climatiques de la commune estimés pour 2050 selon différents scénarios d'émission de gaz à effet de serre sont consultables sur un site dédié publié par Météo-France en novembre 2022.

## Urbanisme

### Typologie
Au 1er janvier 2024, Brières-les-Scellés est catégorisée ceinture urbaine, selon la nouvelle grille communale de densité à sept niveaux définie par l'Insee en 2022.
Elle appartient à l'unité urbaine d'Étampes, une agglomération intra-départementale regroupant trois  communes, dont elle est une commune de la banlieue,,. Par ailleurs la commune fait partie de l'aire d'attraction de Paris, dont elle est une commune de la couronne,. Cette aire regroupe 1 929 communes,.

## Toponymie
Bruexis les Scellus, Brueriae les Scelees au XIIIe siècle, Brueriee les Scelles en 1210, Brueres les Scelles en 1250, Bruerie les Scélés en 1274, Petrus de Brueriis vers 1300, Bruières les Scellés en 1310, Bruerie Sigillate en 1351, Breverie Sigillata au XVe siècle, Bryere Lesselé au XVe siècle, Bruyères Lesselle en 1481, Brières en Beauce en 1585, Brieres les Scelles en 1617, Brieres en 1700, Brières en 1711, Brière en 1725, Brière en 1782, Bryeres les Sellés, Bruyeres les Scellés en 1754, Brières les Scellées en 1757, Bruireres les Scelles au XVIIIe siècle, Brière le Scellée au XVIIIe siècle, Brières-les-Scellés en 1792.
Bruyère issu du bas latin brucaria, dérivé du gaulois brucus (bruyère), a pris dans les divers dialectes de France toutes sortes de formes, dont "Brière".
En toponymie, le terme "lès" (avec accent) est un dérivé du latin latus (près de), voire par exemple Saint-Germain-lès-Arpajon. Ce n’est pas le cas pour Brières-les-Scellés. L’article "les" définit simplement le déterminatif Scellés.
Le déterminatif "les scellés", viendrait du latin celare qui signifie cacher. Le village étant comme scellé, c’est-à-dire caché entre les coteaux boisés. Le village est effectivement cerné par trois coteaux boisés. On retrouverait cette même étymologie "celé-caché" dans Vaucelas hameau de la commune voisine d’Etréchy: Vallis Celata, le val caché.
Une autre étymologie fait dériver "scellés" du latin sigillum ou sigillata qui signifie figurine, statuette. sceau ou encore cachet. Mais pourquoi « Bruyères les Statuettes »? Peut-être en raison d’anciennes trouvailles de figurines de divinités païennes, mais ce genre de découvertes n’était guère valorisé au cours du Moyen Âge.
Mais le fait n'est pas confirmé.
Ricolfis propose de voir en "scellé" une forme altérée de Solico, c’est-à-dire le saule. On sait que ces arbres aiment l’humidité. Brières n’est arrosé par aucun cours d’eau mais sans doute n’en a-t-il pas été toujours ainsi. La vallée, aujourd’hui sèche, d’Heurtebise était certainement arrosée, auquel cas "Bruyères les Saules" serait un parfait résumé de la topographie brioline : un plateau, des coteaux boisés et une cuvette, vallée sèche diverticule de la Juine.
Le lieu était auparavant nommé Bruexis les Scellus, elle fut nommée Brieres à sa création en 1793 et devint Brières-les-Scellés dans le Bulletin des lois de 1801.

## Population et société

### Démographie

#### Évolution démographique
L'évolution du nombre d'habitants est connue à travers les recensements de la population effectués dans la commune depuis 1793. Pour les communes de moins de 10 000 habitants, une enquête de recensement portant sur toute la population est réalisée tous les cinq ans, les populations de référence des années intermédiaires étant quant à elles estimées par interpolation ou extrapolation. Pour la commune, le premier recensement exhaustif entrant dans le cadre du nouveau dispositif a été réalisé en 2007.

En 2022, la commune comptait 1 218 habitants, en évolution de −0,81 % par rapport à 2016 (Essonne : +2,89 %, France hors Mayotte : +2,11 %).
| 1793 | 1800 | 1806 | 1821 | 1831 | 1836 | 1841 | 1846 | 1851 |
| ---- | ---- | ---- | ---- | ---- | ---- | ---- | ---- | ---- |
| 316  | 362  | 337  | 301  | 332  | 318  | 310  | 324  | 326  |

| 1856 | 1861 | 1866 | 1872 | 1876 | 1881 | 1886 | 1891 | 1896 |
| ---- | ---- | ---- | ---- | ---- | ---- | ---- | ---- | ---- |
| 353  | 347  | 357  | 346  | 323  | 324  | 341  | 343  | 314  |

| 1901 | 1906 | 1911 | 1921 | 1926 | 1931 | 1936 | 1946 | 1954 |
| ---- | ---- | ---- | ---- | ---- | ---- | ---- | ---- | ---- |
| 311  | 327  | 318  | 310  | 328  | 328  | 300  | 306  | 364  |

| 1962 | 1968 | 1975 | 1982 | 1990 | 1999 | 2006 | 2007 | 2012  |
| ---- | ---- | ---- | ---- | ---- | ---- | ---- | ---- | ----- |
| 426  | 528  | 662  | 760  | 868  | 843  | 931  | 945  | 1 115 |

| 2017  | 2022  | - | - | - | - | - | - | - |
| ----- | ----- | - | - | - | - | - | - | - |
| 1 250 | 1 218 | - | - | - | - | - | - | - |

#### Pyramide des âges
En 2018, le taux de personnes d'un âge inférieur à 30 ans s'élève à 37,7 %, soit en dessous de la moyenne départementale (39,9 %). À l'inverse, le taux de personnes d'âge supérieur à 60 ans est de 20,4 % la même année, alors qu'il est de 20,1 % au niveau départemental.
En 2018, la commune comptait 614 hommes pour 640 femmes, soit un taux de 51,04 % de femmes, légèrement supérieur au taux départemental (51,02 %).
Les pyramides des âges de la commune et du département s'établissent comme suit.
| Hommes | Classe d’âge | Femmes |
| ------ | ------------ | ------ |
| 0,2    | 90 ou +      | 0,8    |
| 5,8    | 75-89 ans    | 5,1    |
| 13,5   | 60-74 ans    | 15,5   |
| 23,2   | 45-59 ans    | 19,3   |
| 19,7   | 30-44 ans    | 21,6   |
| 15,0   | 15-29 ans    | 15,7   |
| 22,6   | 0-14 ans     | 22,1   |

| Hommes | Classe d’âge | Femmes |
| ------ | ------------ | ------ |
| 0,5    | 90 ou +      | 1,4    |
| 5,4    | 75-89 ans    | 7,2    |
| 12,9   | 60-74 ans    | 13,9   |
| 20     | 45-59 ans    | 19,4   |
| 19,9   | 30-44 ans    | 20,1   |
| 20     | 15-29 ans    | 18,2   |
| 21,3   | 0-14 ans     | 19,8   |

## Politique et administration

### Politique locale
La commune de Brières-les-Scellés est rattachée au canton d'Étampes, représenté par les conseillers départementaux Marie-Claire Chambaret (DVD) et Guy Crosnier (UMP), à l'arrondissement d’Étampes et à la deuxième circonscription de l'Essonne, représentée par le député Franck Marlin (UMP).
L'Insee attribue à la commune le code 91 1 08 109. La commune de Brières-les-Scellés est enregistrée au répertoire des entreprises sous le code SIREN 219 101 094. Son activité est enregistrée sous le code APE 8411Z.

### Tendances et résultats politiques
Élections présidentielles, résultats des deuxièmes tours :
- Élection présidentielle de 2002 : 77,82 % pour Jacques Chirac (RPR), 22,18 % pour Jean-Marie Le Pen (FN), 87,63 % de participation[52].
- Élection présidentielle de 2007 : 65,03 % pour Nicolas Sarkozy (UMP), 34,97 % pour Ségolène Royal (PS), 90,57 % de participation[53].
- Élection présidentielle de 2012 : 60,87 % pour Nicolas Sarkozy (UMP), 39,13 % pour François Hollande (PS), 86,37 % de participation[54].

Élections législatives, résultats des deuxièmes tours :
- Élections législatives de 2002 : 72,46 % pour Franck Marlin (UMP), 27,54 % pour Gérard Lefranc (PCF), 63,88 % de participation[55].
- Élections législatives de 2007 : 57,36 % pour Franck Marlin (UMP) élu au premier tour, 18,02 % pour Marie-Agnès Labarre (PS), 66,86 % de participation[56].
- Élections législatives de 2012 : 65,99 % pour Franck Marlin (UMP), 34,01 % pour Béatrice Pèrié (PS), 63,31 % de participation[57].

Élections européennes, résultats des deux meilleurs scores :
- Élections européennes de 2004 : 20,83 % pour Harlem Désir (PS), 15,38 % pour Marielle de Sarnez (UDF), 48,15 % de participation[58].
- Élections européennes de 2009 : 28,52 % pour Michel Barnier (UMP), 11,80 % pour Daniel Cohn-Bendit (Les Verts), 48,32 % de participation[59].

Élections régionales, résultats des deux meilleurs scores :
- Élections régionales de 2004 : 41,39 % pour Jean-Paul Huchon (PS), 40,76 % pour Jean-François Copé (UMP), 72,11 % de participation[60].
- Élections régionales de 2010 : 50,45 % pour Jean-Paul Huchon (PS), 49,55 % pour Valérie Pécresse (UMP), 57,88 % de participation[61].

Élections cantonales, résultats des deuxièmes tours :
- Élections cantonales de 2001 : données manquantes.
- Élections cantonales de 2008 : 59,88 % pour Jean Perthuis (UMP), 40,12 % pour François Jousset (PCF), 51,25 % de participation[62].

Élections municipales, résultats des deuxièmes tours :
- Élections municipales de 2001 : données manquantes.
- Élections municipales de 2008 : 466 voix pour Stéphane Kraffe (?), 458 voix pour Philippe Le Graët (?), 74,16 % de participation[63].

Référendums :
- Référendum de 2000 relatif au quinquennat présidentiel : 67,08 % pour le Oui, 32,92 % pour le Non, 56,86 % de participation[64].
- Référendum de 2005 relatif au traité établissant une Constitution pour l'Europe : 58,69 % pour le Non, 41,31 % pour le Oui, 79,64 % de participation[65].

### Enseignement
Les élèves de Brières-les-Scellés sont rattachés à l'académie de Versailles. Elle dispose de l'école primaire Maurice Leaute.

### Jumelages
La commune de Brières-les-Scellés n'a développé aucune association de jumelage.

## Vie quotidienne à Brières-les-Scellés

### Lieux de culte
La paroisse catholique de Brières-les-Scellés est rattachée au secteur pastoral de Saint-Michel-de-Beauce-Étampes et au diocèse d'Évry-Corbeil-Essonnes. Elle dispose de l'église Saint-Quentin.

### Médias
L'hebdomadaire Le Républicain relate les informations locales. La commune est en outre dans le bassin d'émission des chaînes de télévision France 3 Paris Île-de-France Centre, IDF1 et Téléssonne intégré à Télif.

## Économie

### Emplois, revenus et niveau de vie
En 2010, le revenu fiscal médian par ménage était de 45 115 €, ce qui plaçait Brières-les-Scellés au 836e rang parmi les 31 525 communes de plus de 39 ménages en métropole.
| Répartition des emplois par catégories socioprofessionnelles en 2006. |              |                                           |                                                   |                            |                          |                           |
|                                                                       | Agriculteurs | Artisans, commerçants, chefs d’entreprise | Cadres et professions intellectuelles supérieures | Professions intermédiaires | Employés                 | Ouvriers                  |
| Brières-les-Scellés                                                   | -            | -                                         | -                                                 | -                          | -                        | -                         |
| Zone d’emploi d’Étampes                                               | 1,8 %        | 6,2 %                                     | 15,1 %                                            | 24,9 %                     | 27,2 %                   | 24,8 %                    |
| Moyenne nationale                                                     | 2,2 %        | 6,0 %                                     | 15,4 %                                            | 24,6 %                     | 28,7 %                   | 23,2 %                    |
| Répartition des emplois par secteurs d’activités en 2006.             |              |                                           |                                                   |                            |                          |                           |
|                                                                       | Agriculture  | Industrie                                 | Construction                                      | Commerce                   | Services aux entreprises | Services aux particuliers |
| Brières-les-Scellés                                                   | -            | -                                         | -                                                 | -                          | -                        | -                         |
| Zone d’emploi d’Étampes                                               | 2,9 %        | 16,1 %                                    | 6,7 %                                             | 14,8 %                     | 9,2 %                    | 5,8 %                     |
| Moyenne nationale                                                     | 3,5 %        | 15,2 %                                    | 6,4 %                                             | 13,3 %                     | 13,3 %                   | 7,6 %                     |
| Sources : Insee,                                                      |              |                                           |                                                   |                            |                          |                           |

## Culture locale et patrimoine

### Patrimoine environnemental
Les bois au sud du territoire ont été recensés au titre des espaces naturels sensibles par le conseil général de l'Essonne.

### Patrimoine architectural

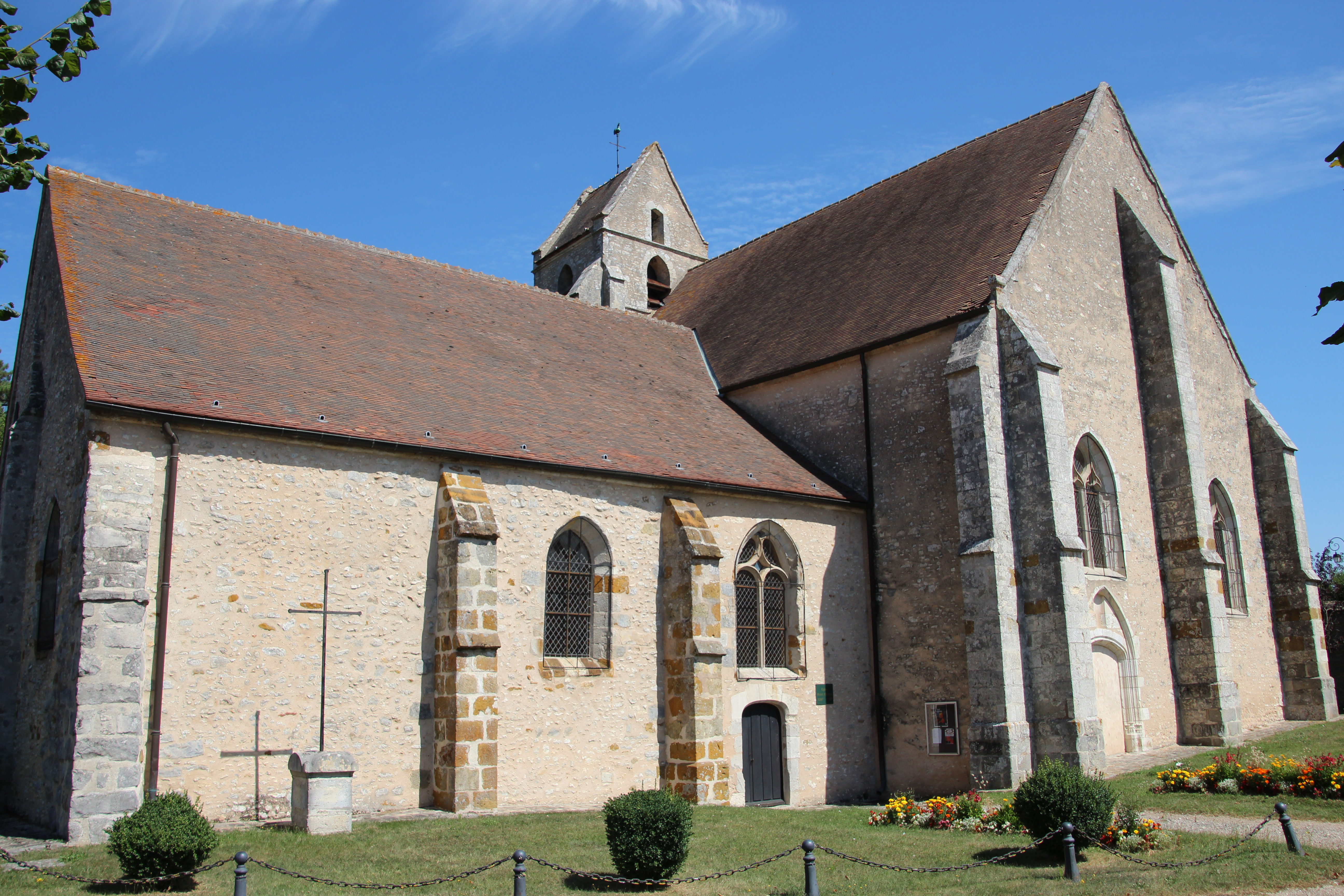
L'église Saint-Quentin.

- L'église Saint-Quentin du XIe siècle, XIIe et XVe siècles a été inscrite aux monuments historiques le 6 mars 1926[73],[74].
- La grange dîmière et le colombier.

### Héraldique
| Blason de Brières-les-Scellés | Les armes de Brières-les-Scellés se blasonnent : De gueules à la fasce d'or chargé de trois molettes de sable. |